# Jan Wawrzuta
Jan Wawrzuta (ur. 1 kwietnia 1944 w Szczyrku) – polski lekkoatleta długodystansowiec i maratończyk.
Na mistrzostwach Europy w 1971 w Helsinkach zajął 24. miejsce biegu maratońskim.
Był mistrzem Polski w biegu przełajowym na 10 km w 1970 i na 16 km w 1975, wicemistrzem w biegu przełajowym na 12 km w 1969 i 1972 oraz brązowym medalistą w biegu przełajowym na 12 km w 1971, a także brązowym medalistą w biegu maratońskim w 1972.
1 maja 1971 w Karl-Marx-Stadt ustanowił rekord Polski w maratonie wynikiem 2:18:17,2.
W latach 1970–1971 startował w dwóch meczach reprezentacji Polski w biegu na 10 000 m, bez zwycięstw indywidualnych.
Rekordy życiowe:
- bieg na 3000 metrów – 8:15,4 (19 września 1970, Warszawa)
- bieg na 5000 metrów – 13:59,6 (2 lipca 1971, Warszawa)
- bieg na 10 000 metrów – 29:23,4 (13 września 1970, Warszawa)[6]
- bieg maratoński – 2:17:47 (16 maja 1976, Dębno)[7]
- bieg na 3000 metrów z przeszkodami – 9:01,6 (4 czerwca 1972, Warszawa)

Był zawodnikiem Śląska Wrocław.